# Fågelsjötjärnen
Fågelsjötjärnen är en sjö i Örnsköldsviks kommun i Ångermanland och ingår i Moälvens huvudavrinningsområde. Sjön har en area på 0,0749 kvadratkilometer och ligger 177,2 meter över havet.

## Delavrinningsområde
Fågelsjötjärnen ingår i det delavrinningsområde (704218-160008) som SMHI kallar för Ovan None. Medelhöjden är 246 meter över havet och ytan är 16,37 kvadratkilometer. Räknas de 3 avrinningsområdena uppströms in blir den ackumulerade arean 29,26 kvadratkilometer. Sågbäcken som avvattnar avrinningsområdet har biflödesordning 3, vilket innebär att vattnet flödar genom totalt 3 vattendrag innan det når havet efter 62 kilometer. Avrinningsområdet består mestadels av skog (92 procent). Avrinningsområdet har 0,46 kvadratkilometer vattenytor vilket ger det en sjöprocent på 2,8 procent.